# Potenza Calcio
Der Potenza Calcio ist ein italienischer Fußballverein aus Potenza. Der Verein wurde 1919 gegründet und trägt seine Heimspiele im Stadio Alfredo Viviani aus, das Platz bietet für 5.500 Zuschauer. Potenza FC spielte bisher fünf Jahre in der Serie B und ist derzeit in der Serie C, der dritthöchsten Spielklasse in Italien, zu finden.

## Geschichte
Der Potenza Football Club wurde im Jahre 1919 in der Stadt Potenza, mit heutzutage ungefähr 67.000 Einwohnern in der Region Basilikata im Süden Italiens gelegen, gegründet. In der Folge gab es bis 1933 keine Aktivitäten im Ligabetrieb. Erst in genanntem Jahr stieg der damalige SC Lucano in Ligaspiele ein. Schon bald gelang die erstmalige Qualifikation für die Serie C, wo man von 1935 an zwölf Spielzeiten bis 1949 zu finden war. Nachdem man zwischendurch in den tiefsten Lokalfußball abgerutscht war, schaffte der Verein zunächst 1959 die Rückkehr in die Serie D und zwei Jahre später den Wiederaufstieg in die Serie C. Dort wusste sich der mittlerweile in Potenza Sport Club umbenannte Verein schnell zu etablieren und belegte in der Saison 1961/62 gleich den dritten Platz in seiner Staffel. 1963 wurde man dann Erster der Girone C der Serie C mit sechs Punkten vor Trapani Calcio, was den erstmaligen Aufstieg von Potenza SC in die Serie B bedeutete. Mit diesem Aufstieg begannen die erfolgreichsten Jahre der Vereinsgeschichte.
Unter Trainer Egizio Rubino etablierte sich Potenza in der zweiten Liga und erreichte in seiner Premierensaison gleich einen überraschenden neunten Tabellenrang. Im Jahr darauf wurde man sogar Fünfter und verpasste den Aufstieg in die Serie A nur um drei Punkte gegenüber SPAL Ferrara. In jener Spielzeit stand bei Potenza SC mit Roberto Boninsegna ein junger Angreifer auf dem Platz, der später bei Inter Mailand zum umstrittenen Starspieler wurde und an zwei Fußball-Weltmeisterschaften teilnahm. Nach Ende der erfolgreichen Saison 1964/65 verließ Erfolgstrainer Rubino den Verein und wechselte zu Foggia Incedit, sein Nachfolger wurde Renato Lucchi. Mit Platz elf in der Serie B 1965/66 gelang erneut ein respektables Ergebnis. Ein Jahr später wurde man Achter. Die Spielzeit 1967/68 verlief dann jedoch weniger erfreulich für Potenza SC. Der Verein dümpelte von Saisonbeginn an im Tabellenkeller herum und fand sich nach vierzig Spieltagen auf dem letzten Platz liegend wieder. Gerade einmal 23 geholte Punkte bedeuteten den Abstieg in die Drittklassigkeit.

Historisches Logo von 2015 bis 2022

Nach dem Wiederabstieg in die Serie C gelangen Potenza SC auch dort keine guten Platzierungen. Nur fünf Jahre nach dem Abstieg aus der Serie B musste man den Gang in die Viertklassigkeit antreten. Es folgte zwar der sofortige Wiederaufstieg, lange konnte man sich allerdings nicht in der Serie C halten. Generell pendelte der Klub in den folgenden Jahren ständig zwischen Dritt-, Viert- und Fünftklassigkeit. 1986 war man schließlich bankrott, es folgte die erste Neugründung des Verein aus Potenza. Nach dem Neustart im Regionalfußball schaffte man 1992 die Rückkehr in die Serie C1, spielte dort zwei Jahre lang und ging 1994 erneut in den Konkurs. Nun folgten in Potenza lange Jahre regionaler Fußball, ehe der mittlerweile in ASC Potenza umbenannte Verein 2004 in die Serie C2 zurückkehrten konnte. Drei Jahre später stand sogar der Aufstieg in die Serie C1 fest. Nach dem Abstieg aus der Lega Pro Prima Divisione 2010 musste Potenza erneut Insolvenz anmelden, einhergehend mit dem abermaligen Neustart in der Eccellenza Lucana. Von dort aus arbeitete man sich langsam wieder nach oben, sodass der heutige Potenza Calcio seit 2018 wieder in der jetzt drittklassigen Serie C zu finden ist.

## Erfolge
- Aufstieg in die Serie B: 1× (1962/63)

## Ehemalige Spieler
- Roberto Boninsegna
- Danilo D’Ambrosio
- Vincenzo Sarno
- Jimmy Tamandi
- Roberto Tancredi

## Ehemalige Trainer
- Carmine Gautieri